# Tiempo de tromboplastina parcial activado

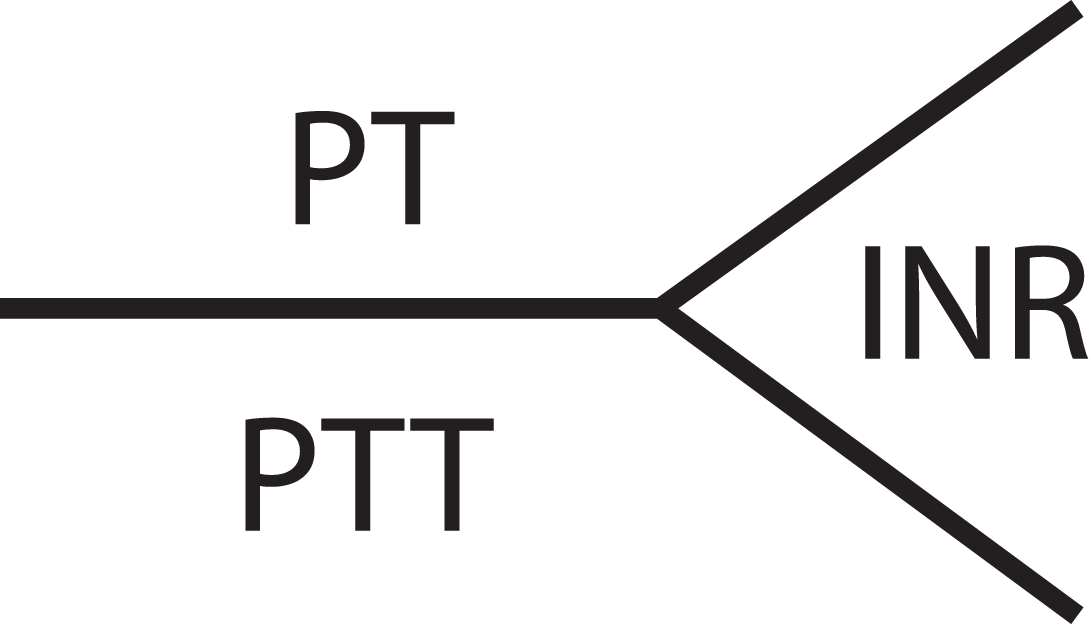

El tiempo de tromboplastina parcial activado, también conocido por sus siglas TTPa o aPTT (del inglés "activated Partial Thromboplastin Time") es un examen que mide la capacidad de la sangre para coagular evaluando los factores de la vía intrínseca (también llamada vía de activación por contacto), y de la vía final (o vía común) de la cascada de coagulación.

## Otros nombres
Este método posee varios nombres históricos:
- TTP (Tiempo de Tromboplastina Parcial).
- PTT (Partial Thromboplastin Time, «tiempo de tromboplastina parcial»).
- TPT
- KccT (Kaolin cephalin clotting Time, «tiempo de coagulación con cefalina y caolín»).
- KPTT (Kaolin activated Partial Tromboplastin Time, «tiempo de tromboplastina parcial activada con caolín»).[2]

## Descripción
Este ensayo mide la eficacia de las vías «intrínseca» y «común» de la coagulación. La vía intrínseca ―conocida actualmente como «vía de activación por contacto»― implica al factor IX y cofactores; mientras que la vía común implica a los factores X y II, y cofactores. Este ensayo está enfocado en un paso específico del proceso de coagulación.
Además de ser utilizada para detectar anormalidades en la coagulación de la sangre, se utiliza también para monitorear los efectos terapéuticos del tratamiento con heparina, un anticoagulante mayor. Se utiliza en conjunción con el ensayo de tiempo de protrombina (TP), el cual es capaz de medir la vía extrínseca de coagulación, la cual implica a los factores V, VII y X.

## Historia
La aPTT se describió en 1953 por investigadores de la Universidad de Carolina del Norte en Chapel Hill.

## Realización del examen
La sangre se extrae de una vena, usualmente de la parte interior del codo o del dorso de la mano. El sitio de punción se limpia con un antiséptico y luego se coloca una banda elástica alrededor del antebrazo con el fin de ejercer presión y restringir el flujo sanguíneo a través de la vena, lo cual hace que las venas bajo la banda elástica se llenen de sangre.
Inmediatamente después se introduce una aguja en la vena y se recoge la sangre en un frasco hermético o en una jeringa. Durante el procedimiento, se retira la banda para restablecer la circulación y, una vez que se ha recogido la sangre, se retira la aguja y se cubre el sitio de la punción para impedir cualquier hemorragia.
En los bebés o niños pequeños, el área se limpia con un antiséptico y se punza con una aguja o lanceta para luego recoger la sangre en una pipeta o tubo de ensayo, en una lámina de vidrio, sobre una tira de examen o en un recipiente pequeño. Finalmente, se puede aplicar un algodón o un vendaje en el sitio de la punción.
La sangre se recoge en un tubo que contiene citrato sódico al 3.8 % (0,129 mol/L) o al 3.2 % (0,109 mol/L), que secuestra los iones calcio y detiene la coagulación. El tubo es centrifugado a 3500 rpm durante 10 minutos y el plasma obtenido se separa de inmediato para su análisis, ya que de lo contrario los factores de coagulación resultan dañados y la prueba inválida. Para activar la vía intrínseca, el plasma sanguíneo se mezcla con un fosfolípido, un activador (como silicato, celite, caolín, ácido elágico, polifenol) y calcio (para revertir el efecto anticoagulante del citrato). Entonces se mide el tiempo hasta que se forma un coágulo.
Este test se denomina "parcial" debido a la ausencia de factor tisular en la mezcla reactiva.

## Interpretación
Los valores por debajo de 20 s o por encima de 40 s (dependiendo de los rangos locales de referencia) generalmente se consideran anormales. Un tiempo de aPTT corto tiene poca relevancia clínica. Un tiempo prolongado de aPTT puede indicar:
- uso de heparina (o contaminación de la muestra);
- presencia de un anticuerpo antifosfolípidos (sobre todo en el lupus anticoagulante, una afección que paradójicamente aumenta la propensión a la trombosis);
- un déficit de un factor de coagulación, específico (por ejemplo, el factor VIII en la hemofilia de tipo A) o general (por ejemplo, debido a la carencia de vitamina K).

Para distinguir entre estas posibles causas se realizan pruebas de mezclado, en las que se mezcla el plasma del paciente (inicialmente en una dilución 1:2) con plasma normal. Si la anormalidad no desaparece, se dice que la muestra contiene un "inhibidor" (bien heparina, anticuerpos antifosfolípidos o inhibidores específicos de los factores de coagulación). Si la anormalidad se corrige es más probable un déficit de un factor de coagulación (por ejemplo, del factor VIII, del IX, del XI o del XII), de vitamina K (lo que provocará un déficit de los factores II, VII, IX y X, y por tanto, simultáneamente, un alargamiento del tiempo de protrombina) o más raramente del factor de von Willebrand (lo que causa un descenso en los niveles del factor VIII). Todos ellos pueden producir un alargamiento del aPTT.

## Tabla comparatoria
| Cuadro clínico                          | Tiempo de protrombina | Tiempo de tromboplastina | Tiempo de sangría | Recuento de plaquetas |
| --------------------------------------- | --------------------- | ------------------------ | ----------------- | --------------------- |
| Déficit de vitamina K o warfarina       | prolongado            | prolongado               | sin alteración    | sin alteración        |
| CID                                     | prolongado            | prolongado               | prolongado        | disminuido            |
| Enfermedad de Von Willebrand            | sin alteración        | prolongado               | prolongado        | sin alteración        |
| Hemofilia                               | sin alteración        | prolongado               | sin alteración    | sin alteración        |
| Aspirina                                | sin alteración        | sin alteración           | prolongado        | sin alteración        |
| Trombocitopenia                         | sin alteración        | sin alteración           | prolongado        | disminuido            |
| Hepatopatía temprana                    | prolongado            | sin alteración           | sin alteración    | sin alteración        |
| Hepatopatía terminal                    | prolongado            | prolongado               | prolongado        | disminuido            |
| Uremia                                  | sin alteración        | sin alteración           | prolongado        | sin alteración        |
| Afibrinogenemia                         | prolongado            | prolongado               | prolongado        | sin alteración        |
| Déficit de factor V                     | prolongado            | prolongado               | sin alteración    | sin alteración        |
| Déficit de factor X (purpura amiloide). | prolongado            | prolongado               | sin alteración    | sin alteración        |
| Enfermedad de Glanzmann                 | sin alteración        | sin alteración           | prolongado        | sin alteración        |
| Síndrome de Bernard-Soulier             | sin alteración        | sin alteración           | prolongado        | disminuido            |